# Inovacija
Inovacija je primjena nove i poboljšane ideje, postupka, dobra, usluge, procesa koja donosi nove koristi ili kvalitetu u primjeni. 
Inovacije u širem smislu donose poboljšanja u području:
- konstrukcije proizvoda (tehnološke inovacije),
- inovacija procesa,
- organizacije rada ili poslovanja,
- marketinga
- inovacije usluga

i dr.
U uvjetima žestoke konkurencije i zasićenog tržišta tvrtke koje ne inoviraju, stagniraju, a stagnacija je uvod u odumiranje. U širem smislu riječi, inovacija je svaki zahvat kojim se smanjuju inputi, tj. troškovi proizvodnje i administracije, povećava produktivnost ili iskorištenje opreme ili vremena, poboljšava kvaliteta proizvoda ili usluga, povećava sigurnost, smanjuje škart, unaprjeđuje plasman i dr., odnosno svaka mjera koja vodi ka porastu konkurentnosti.
Osobito je važna uloga inovacija u poduzetništvu, pa se poduzetništvo i definira kao trajno nastojanje da se traženjem inovacija i njihovom komercijalizacijom ostvari profit.
Sukladno prethodnim definicijama, inovacije u širem smislu riječi obuhvaćaju organizacijske, poslovne, administrativne i druge vrste inovacija, od sitnih korisnih ideja do krupnih zahvata reorganizacije ili izmjena poslovne politike.
Posebna vrsta inovacija su tehnološke inovacije, od kategorije korisnog prijedloga, preko tehničkih unapređenja do izuma, koji svom vlasniku mogu osigurati bitnu konkurentsku prednost, tj. monopol.
U razvijenim gospodarstvima, inovacijama i inovatorima posvećuje se posebna pažnja, a inventivnost visoko kotira na ljestvici sustava vrijednosti. Najvrjednijim resursom tvrtki ne smatraju se materijalna dobra poput zgrada, pogona ili kapitala (to se uvijek može naći na tržištu), nego znanje, iskustvo i inventivnost sadržana u industrijskoj tradiciji nacije i kvalitetnom kadru.
Inovacije u užem smislu obuhvaćaju intelektualno vlasništvo, koje sadrži sljedeće kategorije:

### Izum
Iako se inovacije, pa i izumi uvijek oslanjaju na postojeće stanje tehnike, epohalni izumi 19. i 20. stoljeća poput parnog stroja, SUS motora (motor s unutarnjim izgaranjem), izmjenične i polifazne struje, asinkronog motora, tranzistora i poluvodičke tehnologije, bili su uzrokom skokovitog uzleta tehnološkog razvoja. S povećanjem opsega proizvodnje od pojedinačne - manufakturne do masovne, morala se mijenjati i organizacija proizvodnje.
Tehnološki razvoj je prvo teški fizički rad čovjeka zamijenio snagom strojeva pokretanih pogonskim gorivima (parni stroj i SUS motor), zatim (barem u masovnoj proizvodnji) sveo fizički rad na minimum u korist intelektualnog rada (automatizacija i robotizacija tvornica), te konačno danas eliminira dosadne intelektualne rutine oslobađajući čovjeka za kreativno stvaralaštvo pomoću suvremenih računalnih programa.
Ako isključimo epohalne izume, koji su bili preduvjet industrijske, pa i nedavne informatičke revolucije u tehnološkom razvoju, najveći broj tehnoloških inovacija, pa i izuma nudi tek neznatna poboljšanja ili drugorazredne novitete. Pa ipak, i takvi su izumi od velikog značaja u uvjetima današnje konkurencije na svjetskom tržištu, na kome je stalno plasiranje novih modela imperativ i pitanje opstanka. Osim toga, niz sitnijih poboljšanja, korak po korak kroz duže vremensko razdoblje rezultira bitnim unapređenjem (primjer: postupno povećanje kapaciteta optičkih diskova od CD-a do DVD-a s plavom laserskom zrakom (Blue-Ray), polučilo je bitno poboljšani medij za pohranu digitalnih podataka).

### Patent
Izum se štiti patentom, koga treba ishodovati pri nacionalnom ili međunarodnom patentnom uredu temeljem stručno i korektno sastavljene prijave patenta. Posebno je važna karakteristika patentiranog izuma, što je to jedini institut koji svom vlasniku daje pravo na monopol kroz vrijeme trajanja patentne zaštite (najviše 10, odnosno 20 godina od dana podnošenja prijave).
Da bi izum bio patentibilan, mora:
- rješavati tehnički problem
- biti nov (tj. ne smije biti sadržan u postojećem stanju tehnike, niti na bilo koji način obznanjen prije objave u službenom glasniku patentnog ureda)
- imati inventivnu razinu (tj. ne smije očigledno proizlaziti iz postojećeg stanja tehnike)
- biti industrijski primjenjiv

Patentom, odnosno u njemu sadržanim patentnim zahtjevima štite se samo načela funkcioniranja izuma bez navođenja dimenzija ili bilo kakvih drugih izvedbenih podataka, pri čemu način rješenja i funkcioniranja moraju biti potpuno otkriveni u opisu rješenja.
Postupak ishođenja patenta je dugotrajan, pri čemu prvenstvo vlasnika patenta kao i rok njegove važnosti počinje s danom upisa prijave u registar prijava, a to je u pravilu dan zaprimanja prijave u patentnom uredu.
Patent važi samo na području države u kojoj je ishođen, međutim objavom prijave u službenom glasniku izum ulazi u poznato stanje tehnike, pa ga eventualni plagijator ne može više štititi na svoje ime ni u državama u kojima stvarni vlasnik nije tražio zaštitu, tj. ne može ostvariti monopol.
Propisanom procedurom može se tražiti i zaštita u grupi država koje su potpisnice odgovarajućih međunarodnih konvencija. Takav je primjerice EUROPATENT.
Inozemna zaštita je vrlo skupa, pri čemu značajan dio cijene otpada na usluge inozemnog patentnog zastupnika, kojeg se u postupku ne može zaobići.

### Licenca
Dok su patentom definirani samo principi funkcioniranja izuma,licenca u pravilu uključuje i konstruktivnu, radioničku i prateću dokumentaciju (upute za montažu, uporabu i dr.) neophodnu za pokretanje proizvodnje i stavljanje objekta u pogon ili prodaju. Preciznije opseg isporučene dokumentacije, kao i međusobne odnose davatelja i primatelja licence definira ugovor o licenciranju. Ugovor uvijek zabranjuje primatelju licence samostalno raspolaganje primljenom dokumentacijom, a osobito davanje dokumentacije trećim strankama bez odobrenja davatelja licence.

### Know-How (znati kako)
Know-How je najkompletniji oblik prijenosa svih potrebnih znanja za uspješnu proizvodnju, te uz kompletnu tehničku dokumentaciju (konstruktivne i radioničke crteže, tehničke proračune i dr.) sadrži i posebna znanja i iskustva, upute o tehnologiji izrade ili proizvodnje, kontrole i dr, a posebno specifične postupke koji se inače smatraju poslovnom tajnom, kao i iskustva i znanja koja nisu nigdje sadržana u pisanom obliku. Može uključivati edukaciju osoblja primatelja Know-How-a.

### Ostalo intelektualno vlasništvo
Uz patente, čiju definiciju, zaštitu, uporabu i promet regulira Zakon o patentu, legislativa štiti i druge oblike intelektualnog vlasništva. To su:
- Topografija poluvodičkih proizvoda
- Dizajn
- Autorstvo
- Žig (verbalni žig) - sadrži karakteristične riječi ili slogan, i figurativni žig - sadrži grafički oblikovan znak (logotip, grafički obrađen tekst). Služi za označavanje proizvoda i usluga.
- Oznaka geografskog podrijetla - koristi se obično kada je lokacija gdje je proizveden ili uzgojen proizvod u tijesnoj vezi s renomiranom kvalitetom proizvoda.

Prva dva oblika susrećemo u područje tehnike, dok Autorstvo može i ne mora imati sadržaj tehničkog karaktera (Autorstvom se štite i literarna i umjetnička djela i izvedbe). No i dizajn također može definirati primjerice uzorke na tekstilu i sl., dakle nije čisto tehnička kategorija. Stoga u tehnici češće govorimo o industrijskom dizajnu. Tehnički usmjereno intelektualno vlasništvo uobičajeno je zvati industrijskim vlasništvom.

### Industrijski dizajn
Osim dopadljivog izgleda, tj. estetske komponente koja ima vrlo značajnu ulogu u uvjetima žestoke svjetske konkurencije, nužno uključuje i ergonomiju koja osigurava lakoću i udobnost rukovanja. Primjerice mobitel sa suviše zbijenim tipkama i sitnim, slabo vidljivim slovima ili prekompliciranim menuima je ergonomski loše riješen, iako inače besprijekorno funkcionira. Dizajn uključuje i privlačno i informativno pakovanje, izbor i primjenu karakterističnih prepoznatljivih boja i oznaka tvrtke, slogana, logotipova i dr.
Dizajner mora biti uključen u razvoj proizvoda od faze koncipiranja i tražiti optimalna rješenja kako s gledišta ergonomije i estetike, tako i s gledišta tehnologičnosti.

### Topografijapoluvodičkihproizvoda
je prikaz trodimenzionalnog rasporeda slojeva vodljivog, izolacijskog i poluvodičkog materijala u poluvodičkim proizvodima namijenjenima izvođenju određene elektroničke funkcije. Zaštita se ne odnosi na koncept, postupak, sustav, tehniku proizvodnje niti informaciju kao takvu, nego samo na topografiju kao prikaz trodimenzionalnog rasporeda nabrojanih slojeva, odnosno elemenata.
Osnovni uvjet zaštite je izvornost (tj. rješenje treba biti rezultat vlastitog razvoja) i novost (tj. rjesenje ne smije biti uobičajeno u industriji poluvodiča). 
Kao i kod ostalih oblika industrijskog vlasništva, zaštita u vremenu trajanja zaštite na području nadležnosti patentnog ureda koji je odobrio zaštitu osigurava monopol, tj. isključivo pravo vlasnika da zabrani ili odobri umnožavanje, te uvoz, prodaju i drugo stavljanje u promet topografije ili poluvodičkog proizvoda proizvedenog njezinim korištenjem, kao i proizvoda u koji je ugrađen proizvod koji sadrži zaštićenu topografiju.